# The Geek Feminist Revolution
The Geek Feminist Revolution est un recueil d'essais de l'écrivaine américaine de science-fiction Kameron Hurley, publié par Tor Books le 31 mai 2016. En 2014, l'essai intitulé We Have Always Fought, présent dans cet ouvrage, a remporté le prix Hugo du meilleur livre non-fictif ou apparenté. Il est considéré comme un livre important de la science-fiction féministe.

## Contenu
Le livre rassemble plusieurs des articles de blog publiés précédemment par Hurley, dont We Have Always Fought: Challenging the Women, Cattle and Slaves Narrative (qui pourrait être traduit en français par « Nous avons toujours combattu : remise en question de la narration sur les femmes, le bétail et les esclaves »), publié sur le blog A Dribble of Ink. Cet essai remporte le prix Hugo en 2014, dans la section meilleur travail connexe (en),,. Le recueil contient également neuf autres essais écrits spécifiquement pour le livre.
Les thèmes abordés vont de la « réflexion autobiographique à la critique littéraire à l'histoire du monde et aux commentaires sur l'état du monde geek, ». Le livre examine les circonstances dans lesquelles les femmes et les minorités participent à la fiction de genre face à une « cacophonie de misogynie numérique », comme dans les polémiques des Sad Puppies et du Gamergate, et les raisons culturelles de cette misogynie,.

## Accueil
Andrew Liptak de io9 a décrit le recueil comme étant « à juste titre en colère » et un « examen puissant et réfléchi du monde professionnel qui aide à construire les mondes auxquels nous participons ». Il a noté que l'argumentation de Hurley - selon laquelle les conditions patriarcales dans la société permettent le comportement qu'elle examine - n'était pas nouvelle, mais restait nécessaire en raison de la lenteur du changement. Dans The Guardian, Damien Walter a résumé le livre comme un « appel aux armes affectueux pour la déconstruction et la reconstruction de l'image de la culture geek », écrit dans un style combatif trouvant ses origines dans l'atmosphère souvent hostile des forums Internet.
Publishers Weekly a relevé le « style délicieusement conçu mais trompeusement décontracté, blasphématoire », notant que, bien que Hurley n'ait pas été la première à souligner la « profonde misogynie dans la culture populaire du 21e siècle », elle l'a fait de manière convaincante et inspirante. Kirkus Reviews a également souligné la passion et l'engagement de l'écriture de Hurley, mais a noté des répétitions dans le contenu du livre et a fait remarquer que les lecteurs avaient parfois l'impression de n'obtenir que la moitié de l'expérience des articles de blog déconnectés de leur contexte en ligne.

## Distinctions
- Prix Hugo du meilleur livre non-fictif ou apparenté 2014 pour We Have Always Fought : Challenging the Women, Cattle and Slaves Narrative[2],[3],[1]
- Prix British Fantasy de la meilleure œuvre non-fictive 2017[10].
- Prix Locus du meilleur livre non-fictif 2017[11].